# كورت مندلسون
كورت مندلسون (بالألمانية: Kurt Alfred Georg Mendelssohn)‏ (و. 1906 – 1980 م) هو فيزيائي، وعالم، وأستاذ جامعي من المملكة المتحدة . ولد في برلين. وكان عضواً في الجمعية الملكية .
توفي في أكسفورد ، عن عمر يناهز 74 عاماً.

## التعليم
تعلم في جامعة هومبولت في برلين

## جوائز
حصل على جوائز منها:
- وسام هيوز (1967)
- زمالة الجمعية الملكية.

## روابط خارجية
- كورت مندلسون على موقع إن إن دي بي (الإنجليزية)